# 大叶草目
大叶草目又名洋二仙草目，是一类显花植物，是2003年的《APG II 分类法》新分出来的一个目，共包含有两个可以合并的科。
- 大叶草目
  - 大叶草科
  - 折扇叶科（香灌木科）

在APG III 分类法和APG IV 分类法中，本目依然包含此两科。
在1981年的《克朗奎斯特分类法》中，大叶草科被分到小二仙草目中，而折扇叶科被分到金缕梅目中。